# 黎若嵐
黎若嵐（葡萄牙語：Elisabela Larrea），澳門第八代土生葡人，是一名導演及土生葡人文化研究者，作品有《澳．土》(2007)、《澳門．鄉情》(2010)、《堂口故事II愛情在城》(2012)等。。

## 背景和學術生涯
黎若嵐從小受傳統土生葡人習俗及思想影響，她的父親是西班牙人，外婆是中國人，母親是土生葡人，黎若嵐有志於研究土生文化是因為在早年受到了愛好藏書和收集舊剪報的土生葡人外祖父的影響。在她小時候由於母親說要在學校裡「學點不一樣的」，因此在入讀英文學校時選修的是中文而不是葡語，此舉有別於八十年代其他土生家庭的慣常選擇。她曾在澳門大學修讀傳播與新媒體（Communications and New Media）的碩士課程及任職助教，並且做過一項有關澳門土生葡人在網路上展現民族身份的研究，於2006年在「國家認同與兩岸未來國際研討會」中發表論文——《後殖民時期的土生葡人民族身份認知之研究》。
自此，她一直致力透過藝術創作、媒體製作和學術研究推廣和保育澳門土生文化。2006年第一屆「澳門視野-當代藝術展」中展出以土生葡人情懷為主題的裝置藝術——《活動油畫》。2008年參與首屆由澳門文化中心舉辦的「澳門紀錄新勢力」，其講述澳門土生葡人的作品紀錄片《澳‧土》入選公開組，該紀錄片曾於北京、日本、葡萄牙等地播放。2012年，黎若嵐參與製作的澳門本土劇情短片《堂口故事２──愛情在城》進駐商業戲院，公開售票放映，反應不俗，有評論認為，《堂口故事２──愛情在城》的拍攝計劃繼續對未來澳門的文化創意產業發展起着積極作用。
2015年12月13日，黎若嵐以講者的身份出席名為《大家的土生文化：字裡行間的澳門個性》的講座，介紹不同時期一些學者對土生（Macaense）的定義、族裔形成的過程、土生土語的興衰、土生土語話劇發展，以及從各種新舊文字載體挑選了一些土生葡人創作的詩詞、短文、長篇小說、劇本及歌曲等作分享，與出席人士一同探究土生文化的精萃及澳門情懷，有澳門日報專欄作者表示：「聽完講座我發現自己過去對土生葡人有很多的無知與誤解，感謝Bela（黎若嵐）做了一次這麼好的溝通交流示範。」
黎若嵐除於澳門不同領域中透過講座和分享會形式推廣土生文化外，亦赴新加坡參與第一屆克里斯坦(葡裔歐亞混血兒)嘉年華會，展示土生土語學字卡和出席文化保育的研討會。於2016年，黎若嵐於社交平台中不定期發表文學作品「來一點土生土語 Unchinho di Língu Maquista」學字卡，透過把土生土語單字翻譯成中文、葡語和英語，讓世界各地不同社群的人都可學習澳門的瀕危語言。為更好保育由聯合國教科文組織評定為“瀕危語言”的土生土語，黎若嵐亦以其土生土語學字卡系列為基礎，錄製土生土語教學影片，讓更多人得以聽到這甜美語言的聲音。
除藝術創作和文化活動，黎若嵐亦積極撰寫學術文章，透過研究和文字紀錄土生葡人文化。
《舞台上的聲音──土生土語話劇研究》 (2013年)
《反思文化身份界定：改革並非放棄傳統》(2015年)
《土生土語：晚霞的混合語》(2016年)
《時代的改變：從家用語言到表演語言》(2016年)
《甚麼是土生土語？》(2017年)
《土生土語的新視野：土生土語話劇的文化身份和語言運用》(2017年)
於2021年，黎若嵐完成了傳播學博士課程，研究題目為《"我們是誰？"透過描述性分析土生土語話劇解構土生葡人社群》。黎若嵐亦不定期把土生土語文學作品翻譯成中文和英語，祈盼讓更多人能透過譯本了解土生文化和對土生土語加深了解，現時她正與澳門土生土語話劇社編製土生土語話劇劇本叢書。

## 藝術創作
- 《活動油畫》（Motion Painting）(2006年)
- 《澳．土》（Filhos da Terra）(2007年)
- 《我不在2 - 多元集體創作展》(2007年)
- 《澳門．鄉情》(2010年)
- 《堂口故事２──愛情在城．觸電》（2012年）
- 《長衫詞》(2017年)

## 文化推廣活動
- 《夕陽下的土──共讀澳門土生文化和生活》（2014年, 澳門）[9]
- 《大家的土生文化：字裡行間的澳門個性》（2015年, 澳門）
- 《〈我們：這時代〉新書發佈會╳受訪者座談》（2016年，澳門）
- 《甚麼是土生土語？》（Cuza sâm Patuá?）(2017年，新加坡)[10]
- 《保育澳門甜美的語言 - 土生土語》（Preserving Our Sweet Language of Macau: Patuá.）(2019年，澳門)
- 《澳門非物質文化遺產 - 土生土語話劇》（澳門旅遊學院導遊課程）(2019年，澳門)